# 波士顿轻轨绿线
波士頓輕軌绿线（英語：Green Line）位于马萨诸塞州波士顿都会区，由马萨诸塞湾交通局(MBTA)运营，其位于市中心的隧道建造于1897年，是全美国最古老的地铁。绿线波士顿市中心段使用地下隧道运行，到市郊区域后回到路面，沿着林荫大道运行。据统计，2023年，绿线工作日日均载客量为10.1万人，是美国使用最频繁的轻轨系统之一。1967年品牌重塑时，因为几条直线均经过线路经过绿宝石项链公园区域，该线以绿色作为线路主题色。

波士顿过去曾有庞大的有轨电车系统，如今只有四条线路保存了下来，并整合成绿线的四个支线。绿线在波士顿市中心的隧道为特莱蒙街地铁隧道，是北美最古老的地铁隧道，于1897年9月1日启用，随后的五十年里又先后扩建了五次。1930年，波士顿的有轨电车系统规模达到巅峰，随后逐渐被电车和公交车替代。1959年，高地客运铁路被改造成波士顿轻轨绿线D支线。绿线延伸项目于2022年将两条支线延伸至萨默维尔和梅德福 。

## 线路说明

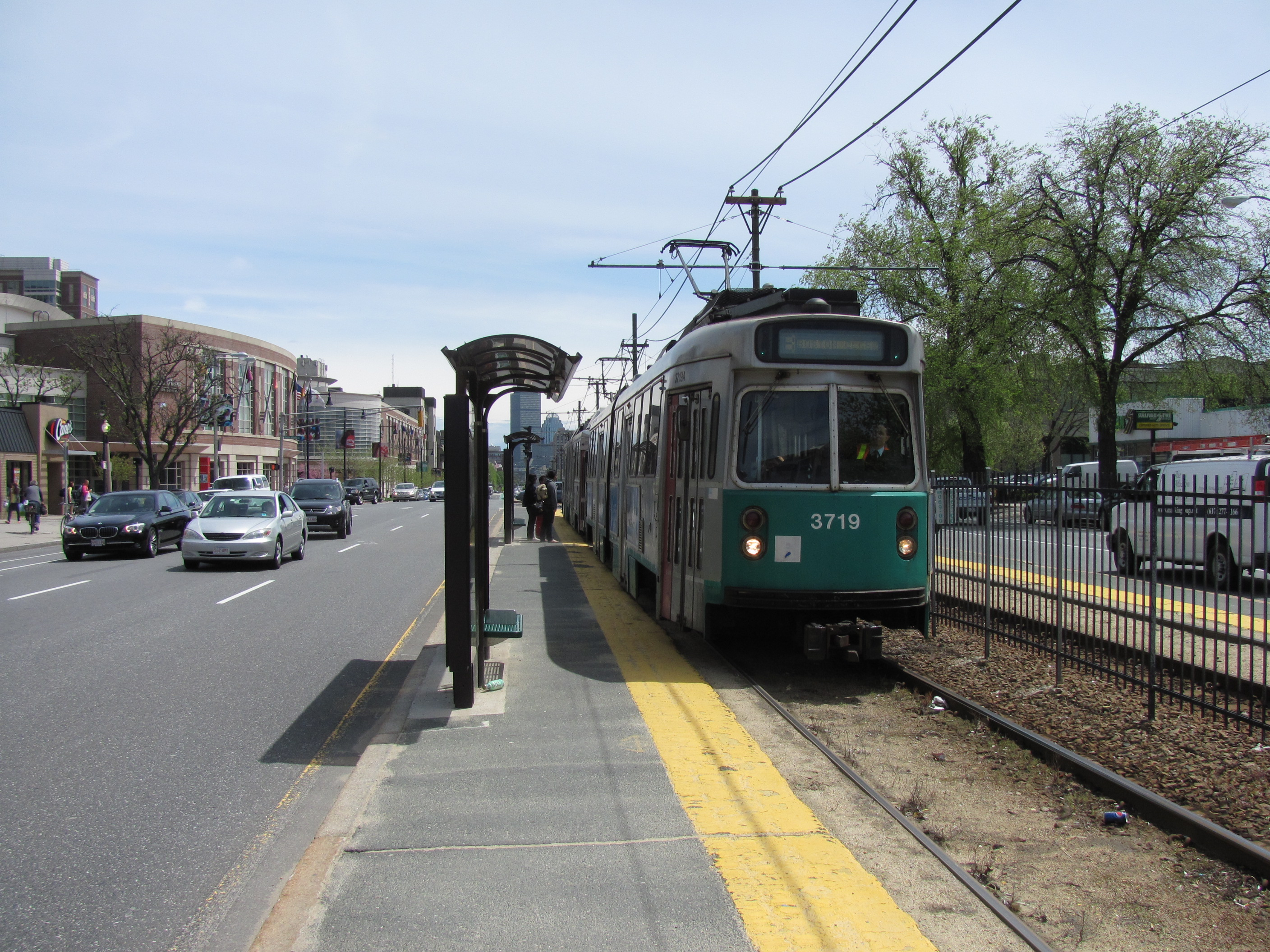
普莱森特街站，典型的绿线地面车站

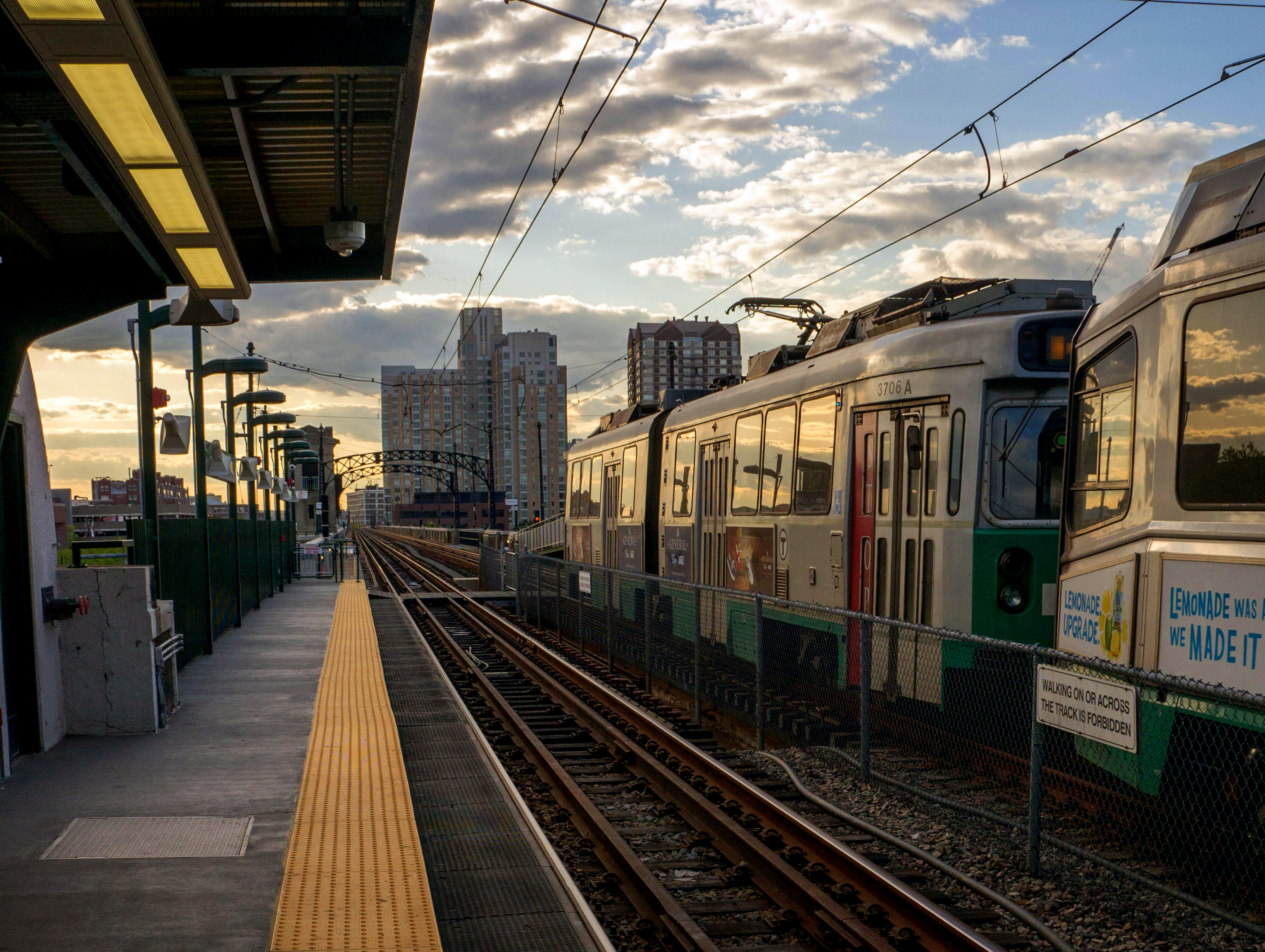
科学公园站，绿线唯一一座高架车站

轻轨绿线最北端终点站为东剑桥的莱希米尔站，与之衔接的为剑桥市和萨莫维尔市的公交车。向南，绿线经过莱希米尔高架驶入波士顿市中心地下的特里蒙特街地铁隧道，来到波士顿公园旁的公园街站。然后轨道向西急转，沿着博伊尔斯顿街的地铁隧道到肯莫尔广场肯莫尔站。市中心及后湾这段地铁隧道通常统称为中央地铁隧道。波士顿轻轨绿线B支线、C支线和D支线在肯莫尔站分开。
绿线不同支线不同路段，轨道设置各不相同。除了市区内的中央地铁隧道以外，莱希米尔站附近为高架轨道，B支线使用道路中央或机动车道与辅道之间的隔离带，C支线使用道路中央隔离带，D支线使用沉降的专用轨道，E支线使用道路中央隔离带及机动车道混行运营。

### 支线

绿线支线及车站示意图

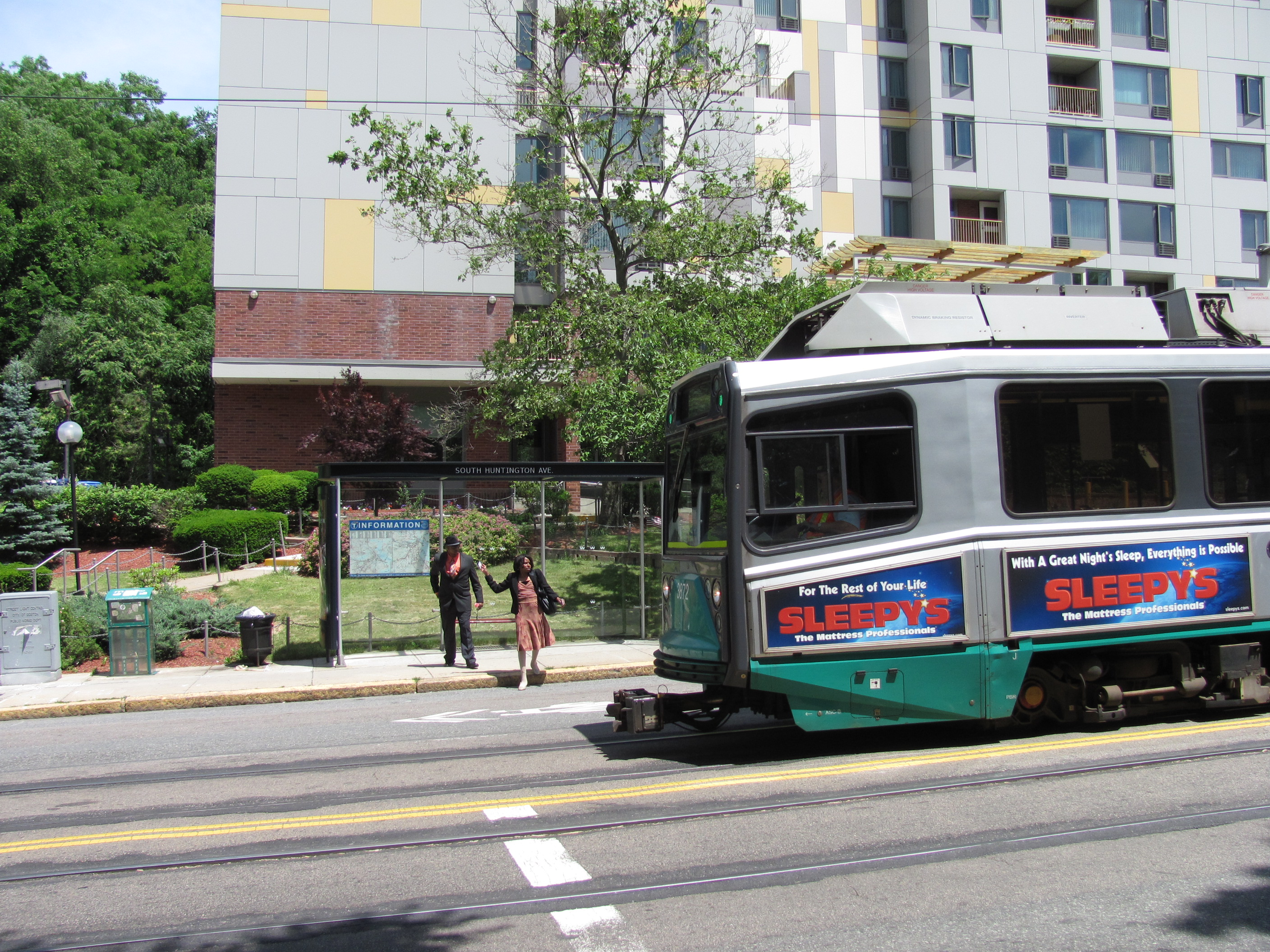
E支线列车在机动车道上与其他车辆混行

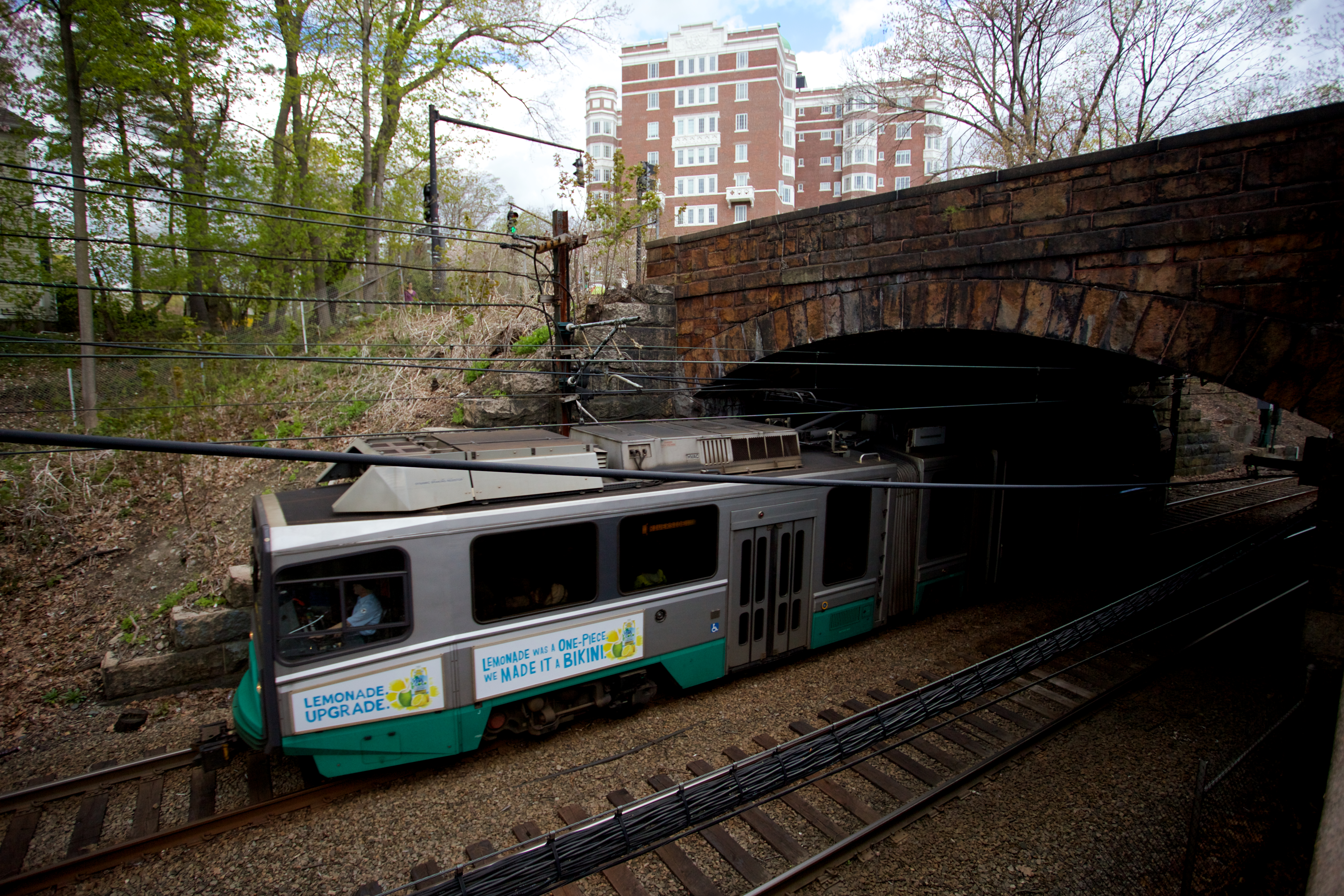
D支线列车在沉降的轨道中行驶

1965年8月26日，马萨诸塞湾交通局决定波士顿轻轨使用绿色作为主题色，两年后，1967年，绿线各支线用字母标识。支线由北向南按字母顺序排列。
B支线也被称作“波士顿学院线”（Boston College）或“联邦大道线”（Commonwealth Avenue），是目前运营中的最北侧的线，沿联邦大道行驶，经过波士顿大学校园，终点站为波士顿学院站。 截至2019年，B支线市中心方向终点站为公园街站。
C支线也被称作“克利夫兰环岛线”（Cleveland Circle）或“灯塔街线”（Beacon Street），从圣玛丽街隧道出入口来到地面，沿着灯塔街行驶，终点站为布鲁克莱恩的克利夫兰环岛站。克利夫兰环岛站离D支线水库站仅一个街区。截至2019年，C支线市中心方向终点站为波士顿北站。
D支线也被称作“河滨线”（Riverside）或“高地线”（Highland），沿着曾经的波士顿至奥尔巴尼铁路高地客运线沉降轨道行驶。其市郊段全长约10.5英里（16.9），为所有支线中最长的一条。列车穿过布鲁克莱恩和牛顿市，终点站为河滨站。河滨站是D支线上主要的车辆维护站和停车换乘站，距离马萨诸塞州收费公路（I-90）和马萨诸塞州128号公路（I-95）交叉口约0.5英里（0.80）。截至2019年，D支线市中心方向终点站为政府中心站。
E支线也被称作“希思街线”（Heath Street）或“亨廷顿大道线”（Huntington Avenue），在科普利站与其他支线分开，向西南方向进入亨廷顿大道地铁隧道。列车从东北大学和波士顿交响大厅之间的隧道出入口来到地面，沿着亨廷顿大道行驶，终点站为退伍军人医疗中心附近的希思街站。1985年之前，E支线终点为牙买加平原的阿博维站。截至2019年，E支线北方终点站为莱希米尔站。

#### 已关停支线
A支线于1969年停运，曾经在派卡角站分叉口与B支线分开驶向奥尔斯顿，其终点站为水城广场站。尽管该支线在停运前2年就被分配了字母A，但该支线的列车从未使用过A标志，仅在20世纪70年代中期考虑恢复这条线路时使用过。A支线轨道一直保留到1994年，随后被拆除。
特里蒙特街在博伊尔斯顿站以南的隧道在1962年之后关闭。随着最后一辆从此进入隧道的有轨电车被43路公交替代，普莱森特街隧道入口被封闭，这一小段隧道也不再使用。曾经考虑过重新利用它建造波士顿快捷公交银线第三期规划隧道，但是隧道口径太窄，无法承载银线公交车，因此不再考虑使用它。而银线第三期规划也因性价比问题被取消。
除了如今仅剩的B至E支线，曾经的大量有轨电车线路多被公交车取代。

### 隧道及高架桥
绿线同时使用高架、路面和隧道三种轨道，因此有数个隧道入口用于转换轨道模式。

#### 莱希米尔
莱希米尔站目前是绿线最北端的终点站。莱希米尔站旁为莱希米尔高架桥，于1912年竣工。1912年至1922年间，剑桥街和桥街（如今的奥布赖恩山高速公路）上驶来的有轨电车直接联通到到莱希米尔高架，驶往波士顿市中心。1922年，莱希米尔站启用，车站为封闭式预付费车站，并有一个调转方向用的环形轨道。路面有轨电车随后逐渐由公共汽车取代。

#### 运河街
运河街隧道入口也被称作干草市场隧道入口、波士顿北站隧道入口或者科斯威街隧道入口，通常指代运河街曾经的地铁隧道入口及调转方向用的环形轨道。该隧道入口曾用于列车在地铁隧道和高架铁路之间进行切换。隧道入口的斜坡连接特里蒙特街地铁隧道和 科斯威街高架铁路。2004年，波士顿北站关闭重建，建造新的隧道和出入口，科斯威高架在北站建成后被拆除。运河街隧道入口使用期间，有的有轨电车在此调转方向折返，有的继续向前经由科斯威高架驶向莱希米尔高架。尽管前往科学公园站或莱希米尔站的乘客可以在运河街下车，爬楼梯换乘，但大多乘客依旧愿意在波士顿北站换乘。

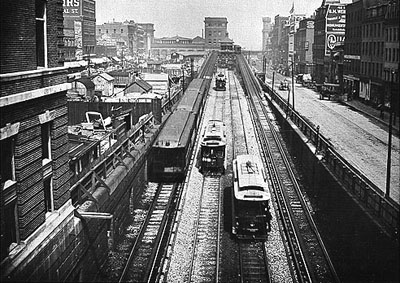
1901年的运河街隧道入口

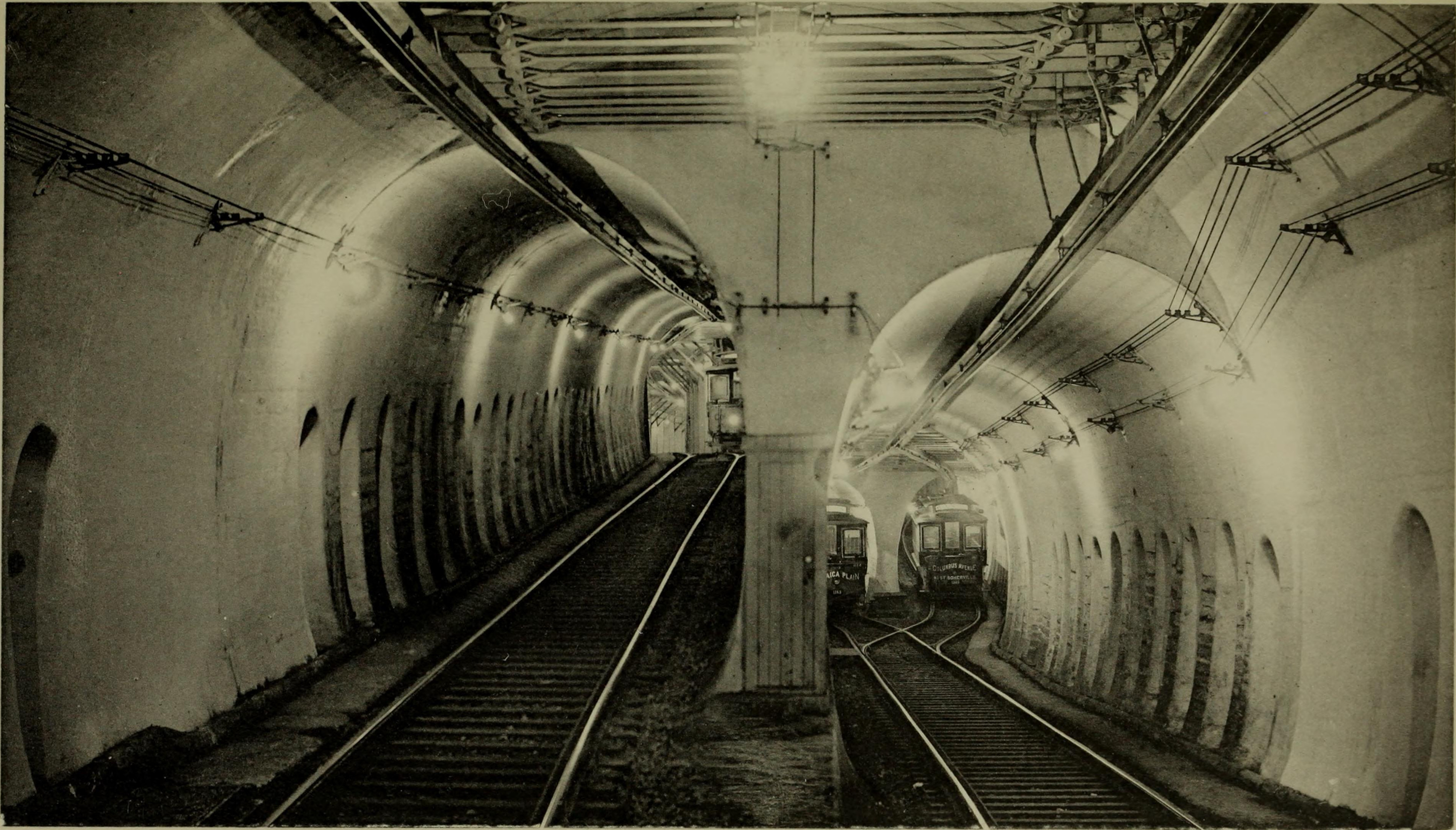
特里蒙特街地铁隧道靠近普莱森特街隧道入口处的立體交匯

运河街隧道入口原先有4股轨道，最初于1898年开放，位于地铁的最北端。1901年，查尔斯顿高架铁路与外侧轨道对接，有轨电车仅在内侧两股轨道行驶。1908年，华盛顿街隧道开放，运河街隧道入口东侧新建一座隧道入口，所有4股轨道又重新用作有轨电车行驶。1912年，莱希米尔高架开放，轨道使用再次改变，内侧轨道用于有轨电车，在波士顿北站设有一站。1997年，为修建新隧道，该隧道入口被关闭。

#### 普莱森特街
普莱森特街隧道入口在特里蒙特街隧道南端，与1897年启用。隧道从博伊尔斯顿站分叉，一条通往普莱森特街隧道入口，一条继续沿着博伊尔斯顿街向西延伸。1901年至1908年间，华盛顿街高架列车通过普莱森特街隧道入口进入地铁隧道。随后有轨电车服务恢复，并一直使用至1961年。1962年之后，隧道入口被填埋。曾提议使用该隧道入口建设一条服务于南波士顿地区的有轨电车线。提议文件指出，这条有轨电车线行驶速度与红线的马塔潘高速线一样快，终点站将设为政府中心站。

#### 公共花园和博伊尔斯顿街

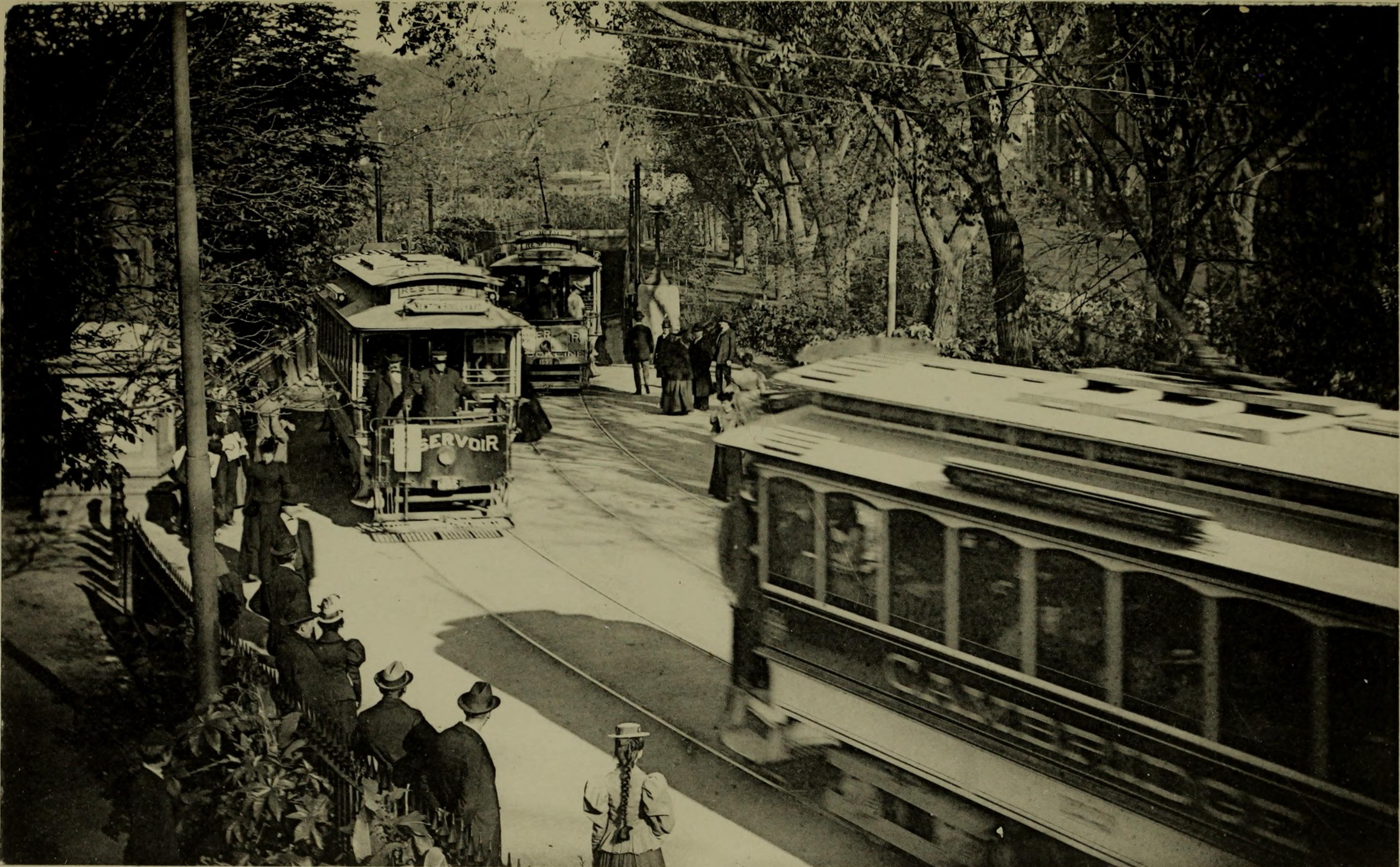
1898年，有轨电车驶出波士顿公共花园隧道入口

波士顿公共花园隧道入口是波士顿兴建的第一座隧道入口，于1897年9月1日建成通车。隧道入口位于波士顿公共花园内，与博伊尔斯顿街上的有轨电车轨道对接。1914年博伊尔斯顿街隧道通车后，隧道向西延伸，隧道入口被搬迁至博伊尔斯顿街中心。1941年之后隧道入口关闭，不再使用。

#### 东北大学
东北大学隧道入口位于亨廷顿大道行车道分隔带中，东北大学站东侧。隧道入口于1941年启用，仅波士顿轻轨绿线E支线列车行驶。
隧道入口原使用木头支架搭建，计划将隧道一直延长下去。后来继续修建地铁隧道的计划取消后，20世纪80年代中期，木支架被替换成水泥。

#### 肯莫尔

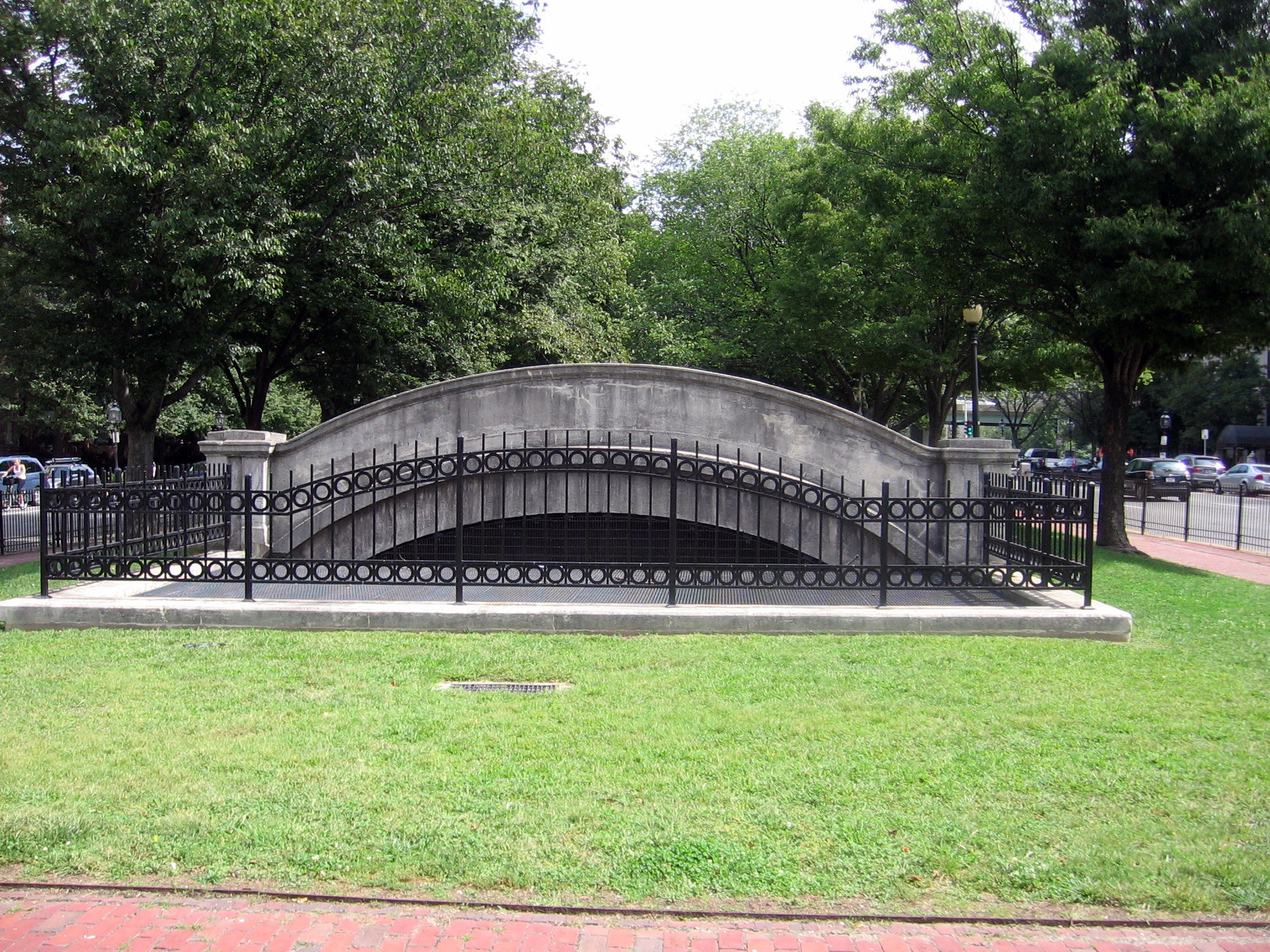
肯莫尔隧道入口

肯莫尔广场隧道入口于1914年开放。隧道入口建于联邦大道行车道分隔带中。1932年，随着肯莫尔站地铁站的建成，隧道西侧建造了两个新入口，肯莫尔隧道入口被关闭。

#### 布兰德福德街、圣玛丽街及芬威
布兰德福德街隧道入口位于联邦大道分隔带，圣玛丽街隧道入口位于灯塔街分隔带，建于1932年。分别用于波士顿轻轨绿线B支线和C支线使用。芬威隧道入口建于1959年，随着波士顿轻轨绿线D支线一同开放。

## 车辆
轻轨绿线使用標準軌，与其他三条地铁线相同。为方便在街面行驶，绿线没有使用重型轨道列车，采用的是更加轻便的轻轨列车。

### 列表

#### 现役车队
| 生产年份  | 制造商         | 型号             | 图片 | 车长           | 车宽              | 车队编号  | 数量                        |
| --------- | -------------- | ---------------- | ---- | -------------- | ----------------- | --------- | --------------------------- |
| 1986–1988 | 近畿車輛       | 7型轻轨列车 （） |      | 72英尺（22米） | 104英寸（2.64米） | 3600–3699 | 100（78辆使用中）均经过翻修 |
| 1997      | 近畿車輛       | 7型轻轨列车 （） |      | 72英尺（22米） | 104英寸（2.64米） | 3700–3719 | 20（15辆使用中）均经过翻修  |
| 1998–2007 | 日立軌道義大利 | 8型轻轨列车 （） |      | 74英尺（23米） | 104英寸（2.64米） | 3800–3894 | 95（80辆使用中）            |
| 2018-2020 | CAF USA        | 9型轻轨列车 （） |      | 74英尺（23米） | 104英寸（2.64米） | 3900–3923 | 24                          |

#### 退役车队
仅列举马萨诸塞湾交通局时期退役列车，不包含波士顿高架铁路时期。
| 生产年份   | 制造商           | 型号             | 图片 | 车长           | 车宽              | 车队编号  | 数量                     |
| ---------- | ---------------- | ---------------- | ---- | -------------- | ----------------- | --------- | ------------------------ |
| 1976–2007  | 波音垂直起落公司 | 美国标准轻轨列车 |      | 71英尺（22米） | 104英寸（2.64米） | 3400–3543 | 144（31辆被取消）        |
| 1937–19851 | 铂尔曼标准公司   | PCC有轨电车      |      | 48英尺（15米） | 100英寸（2.54米） | 3000–3346 | 344（2辆于1964年前报废） |

^1  其中10辆PCC有轨电车如今使用在阿什蒙特－马塔潘快速线。

### 历史

#### 早期列车

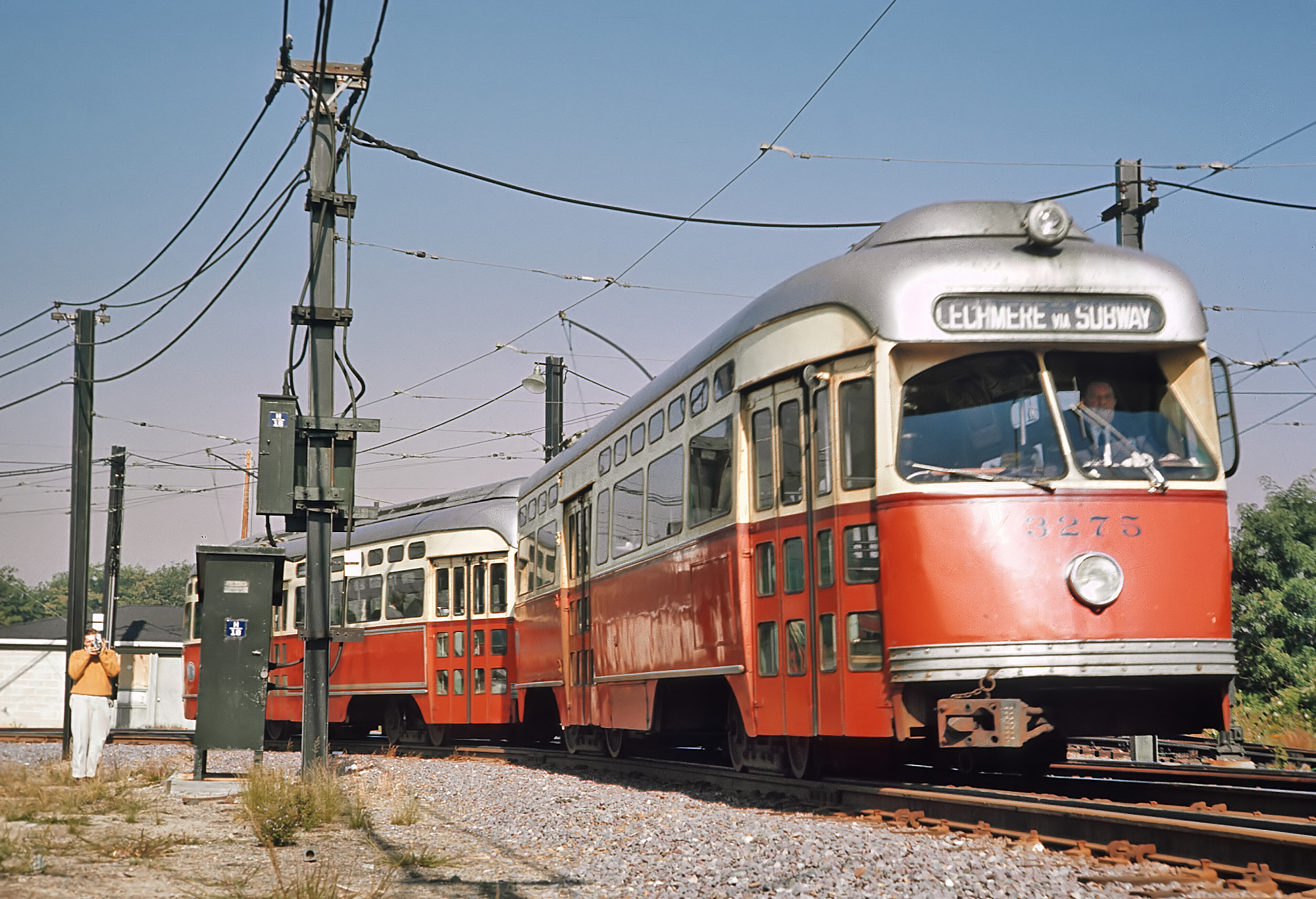
1965年，行驶在D支线上的PCC有轨电车

19世纪末期，特里蒙特街地铁隧道开通后时，尽管按照准地铁标准建造，但只希望能够绕过波士顿市中心繁忙的路口，并没有打算将其建设成高运量地铁系统。数家有轨电车公司最终合并成波士顿高架铁路公司，运行着数种不同的线路。1937年，经过测试后，波士顿高架铁路公司决定使用PCC有轨电车，于1941年至1951年期间订购了320辆列车，1959年增加了25辆替代老旧的列车。

#### 波音轻轨列车

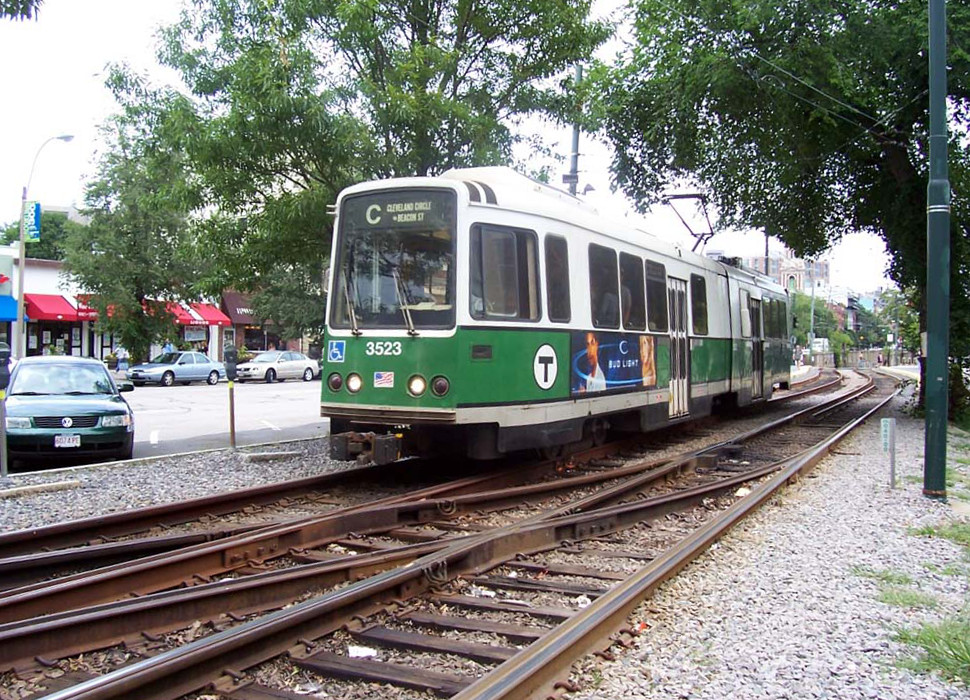
波音垂直起降公司轻轨列车正面（2005年）

20世纪20年代至50年代，有轨电车逐渐衰败。而在70年代初，轻轨因其造价比地铁系统便宜，重新进入大家的视野。1971年，越南战争出现颓势后，为支援军工承包商,城市轨道交通管理局将设计新一代轻轨列车的任务委托给波音垂直起降公司。
维坎·维奇克教授1972年报告， 波士顿拥有美国最古老的有轨电车隧道系统，旧金山灣區捷運系統新建成旧金山轻轨隧道，这两个城市被选作新轻轨列车的试点城市。美国标准轻轨列车以波士顿特里蒙特街地铁隧道、旧金山轻轨雙峰隧道和宾夕法尼亚州东南地区交通局费城轻轨绿线隧道中能容纳的最大列车尺寸进行设计。列车最高时速为50英里每小時（80每小時），而PPC有轨电车的最高时速仅为36英里每小時（58每小時）。车厢之间有衔接铰链，可以乘坐更多乘客。波音公司于1973年5月开始为马萨诸塞湾交通局生产175辆列车。
1976年12月，第一辆轻轨列车投入D支线试运行，并很快遇到问题。部分列车在河滨站、波士顿学院站及莱希米尔站附近的急转弯处脱轨。列车在隧道中行驶时，列车底部的电池托盘和空调换风口不断吸入灰尘、泥土或杂物，导致空气压缩机故障。插入式车门无法正确关闭。牵引电机很快也出现了故障。因为新列车的可靠性存疑，马萨诸塞湾交通局对总共34辆老旧的PCC有轨电车进行翻修，延长它们的服役年限。80年代，马萨诸塞湾交通局对加拿大轻轨列车进行为期三个月的测试，探讨是否引进作为新列车使用。
截至2013年，翻新的PCC有轨电车中，仍有10辆在波士顿地铁红线阿什蒙特－马塔潘快速线段使用。PCC有轨电车的维护成本比升级为轻轨或地铁的成本更低。这些有轨电车使用专用轨道，仅与机动车行车道有两个交叉口，不容易与其他车辆产生碰撞。

#### 现代车队

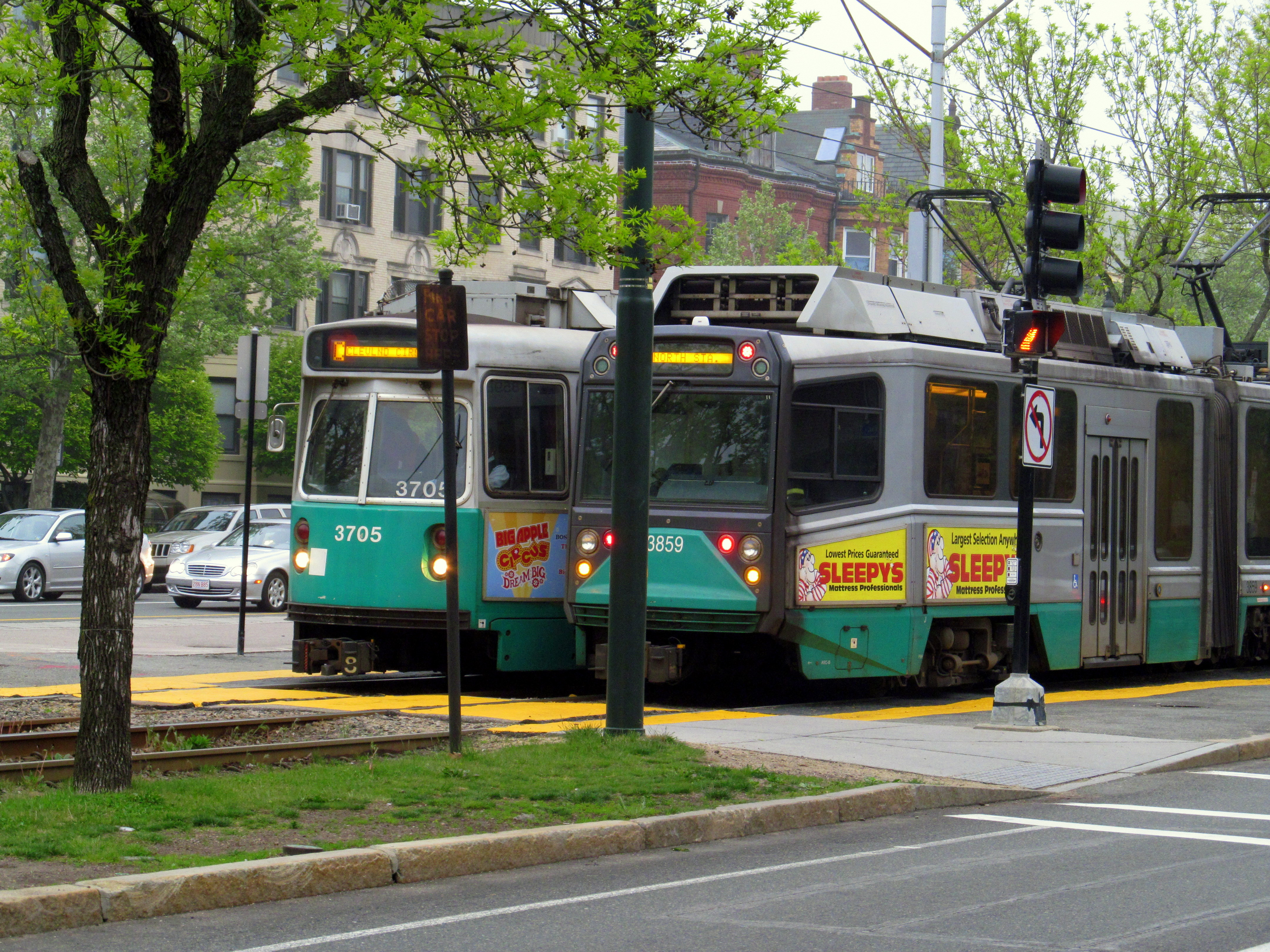
7型及8型有轨电车停靠在塔潘街站

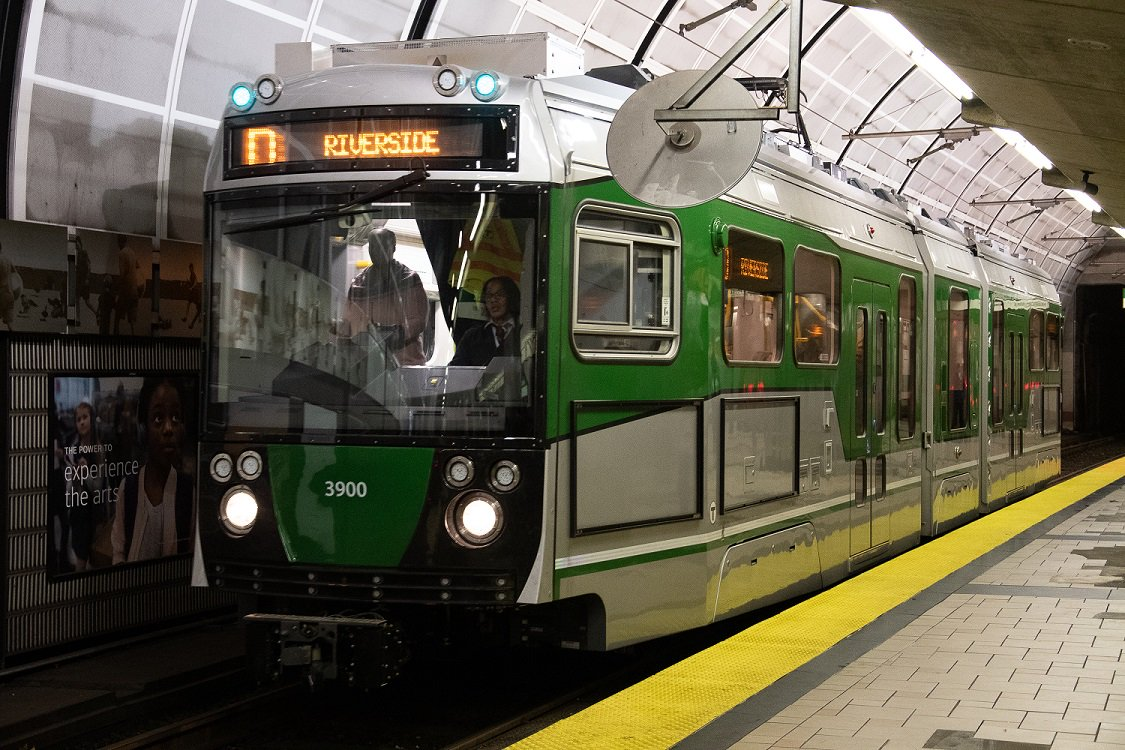
2018年新增的9型有轨电车

1986至1988年间，日本公司近畿車輛共生产了100辆7型轻轨列车送达波士顿。1997年又额外生产了20辆给波士顿。8型轻轨列车由AnsaldoBreda公司生产，该车型拥有较低的底盘，方便使用轮椅的乘客上下车。8型有轨列车于1998年开始交货。1999年3月，测试后的8型列车开始投入使用，但很快就出现刹车故障，导致列车在转弯处速度过快脱轨，直到2008年才最终解决问题。马萨诸塞湾交通局共向意大利AnsaldoBreda公司购置100辆8型列车，最初都有相似问题，维护起来也十分麻烦。尤其是生产的第一辆列车，每行驶400英里（640）就会故障，远低于交通局要求的9,000英里（14,000），也是这辆车发生了脱轨。因此，马萨诸塞湾交通局被迫额外花费950万美元对轨道进行改进，避免出现更多脱轨事故。交通局也因在达成交易时没有对车辆进行足够的分析和测试而遭到批评。
2004年12月，马萨诸塞湾交通局在机构90成立周年时，取消了2.25亿元订单中尚未交货的部分。一年后，马萨诸塞湾交通局宣布对订单进行修改，保留85辆列车，剩余的15辆车替换成维修部件，并要求所有车辆必须达到性能要求。2006年12月14日，最后一辆列车组装完成，并于2007年末运抵波士顿。在对波士顿轻轨绿线D支线轨道进行改造后，这些列车重新回到轨道上，投入正常营运中去。所有8型列车运抵波士顿后，马萨诸塞湾交通局开始逐步报废波音轻轨列车，最后一辆列车于2007年3月报废。未报废的列车中有六辆被出售给了美国政府，目前在科罗拉多州普韋布洛用于测试，一辆被捐给海岸有轨电车博物馆，另外三辆被马萨诸塞湾交通局保留，用于维护工作。
阿爾斯通公司在纽约州霍內爾的分部负责对103辆7型列车进行翻修。翻新工作包括为列车安装全新的推进系统和温度调节系统，并对车辆内饰及外饰进行重装修。第一辆列车于2012年10月开始改造，并于2014年11月完成，最后一辆列车于2019年4月完成翻修。
9型列车由鐵路建設和協助公司生产，车壳和车框在西班牙生产，运抵纽约州埃尔迈拉进行最终组装，车辆为绿线延长线准备，并不会替代任何现有的车队。目前共有24辆9型绿线轻轨列车被递交给交通局。经过一系列测试后，第一辆9型列车#3900于2018年12月21日正式投入使用。
马萨诸塞湾交通局目前正在规划10型车队，计划与2020年中旬开始逐步替换现有的7型和8型列车。

#### 展示车辆

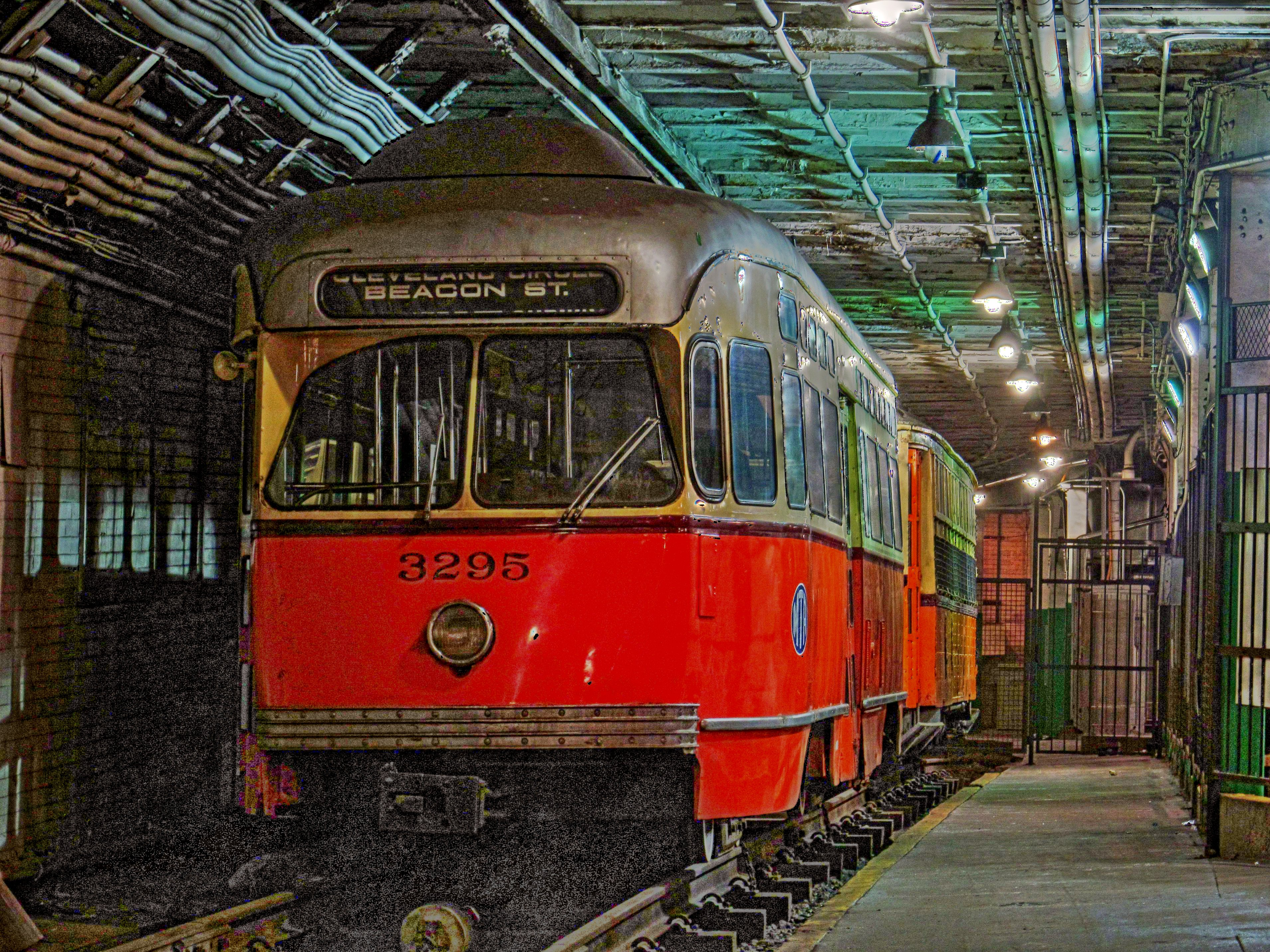
编号3295和5734的PCC有轨电车陈列在博伊尔斯顿站展示

在博伊尔斯顿站废弃的普莱森特街隧道轨道上，陈列着已经废弃的PCC有轨电车。车辆编号5734号列车是5型A-1列车，生产于1924年，于1959年退役。该列车目前为海岸有轨电车博物馆所拥有，半永久的存放在波士顿。编号为3295号列车于1951年生产，1986年退役，为马萨诸塞湾交通局所拥有。列车被用于鐵道迷活动，但由于年久失修，车辆状况十分糟糕。2014年1月14日，车辆被严重损毁，但第二天就被复原。
三藩市城市鐵路的F市场线路上依旧使用各种涂装的PCC列车。编号1059号列车涂装为波士顿高架铁路配色，但这辆列车从未在波士顿运行过。

## 无障碍环境

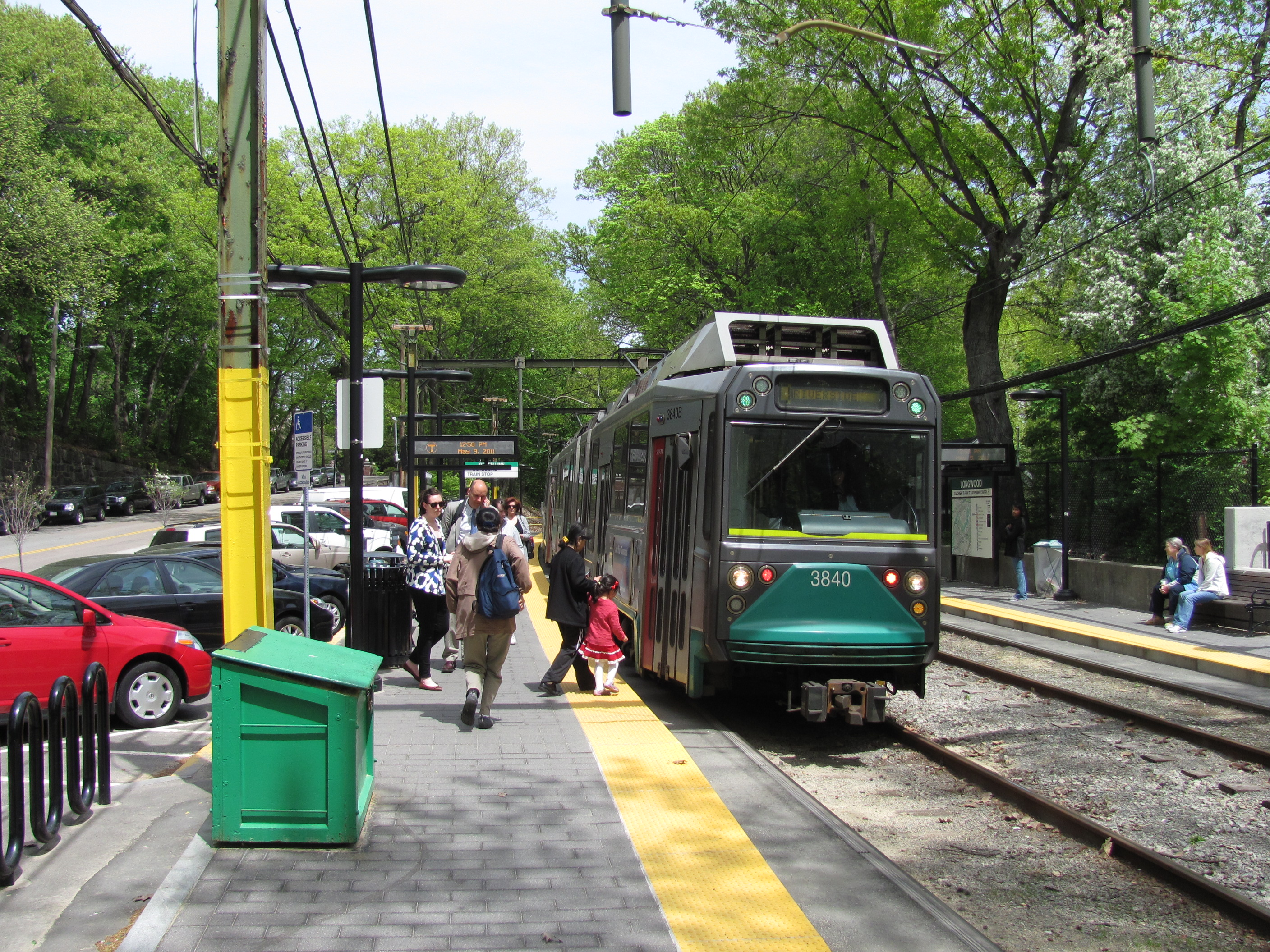
8型列车底盘较低，停靠在略微升高的站台边即可无障碍登车

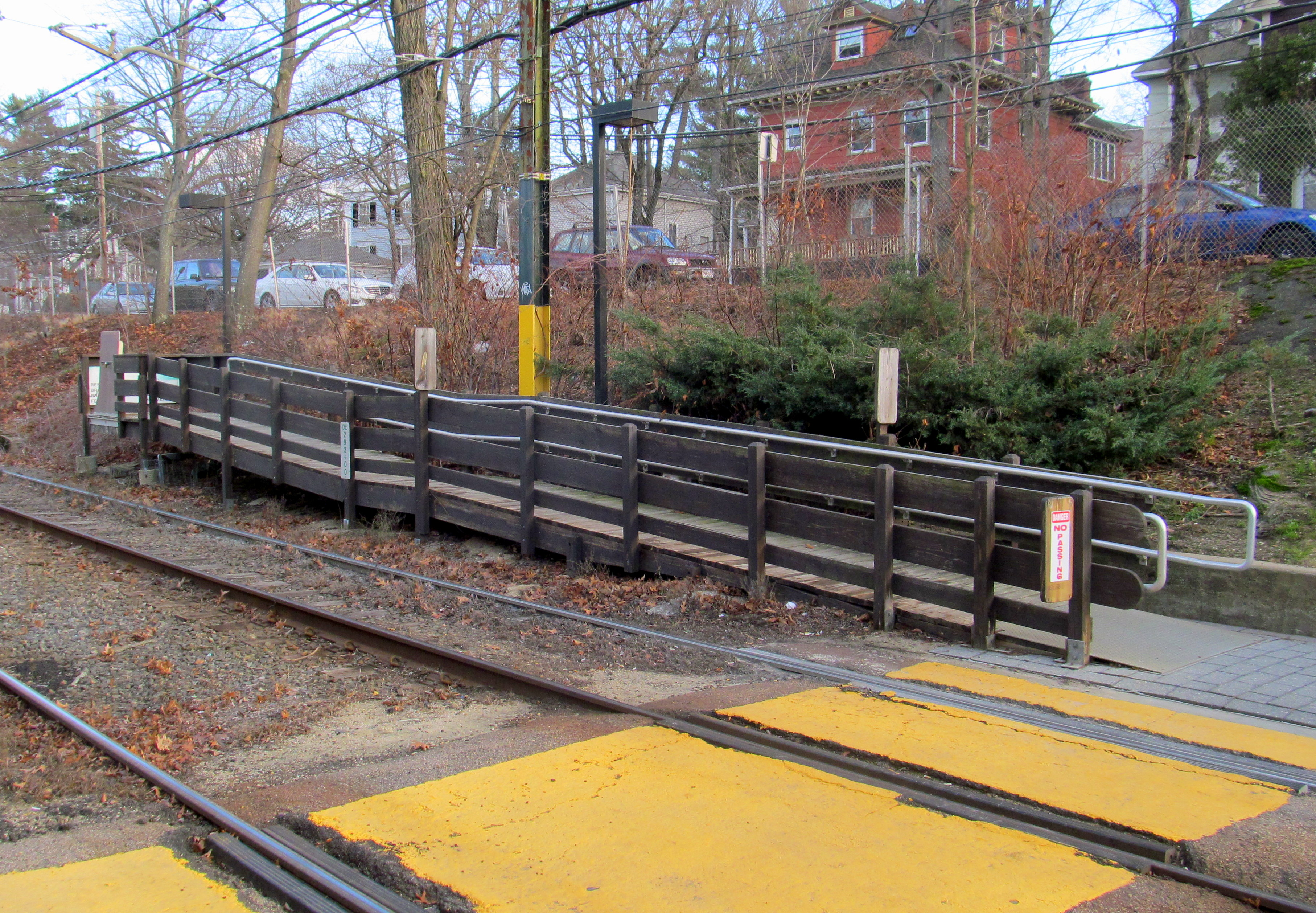
位于牛顿中心站旁的木质斜坡，用于登陆老式列车

波士顿地铁红线、蓝线和橙线均使用标准地铁车厢，列车底盘高，车站站台为标准高站台。绿线从有轨电车发展而来，因此沿用了轻轨列车。
最初，所有绿线车站的站台均与轨道等高，乘客上车需要爬数级台阶，因此残障乘客不方便乘车。随着联邦和州法律的更新，马萨诸塞湾交通局采取如下措施符合法律：
- 部分车站提供轮椅抬升装置。该抬升装置为手摇机械抬升器，将轮椅抬至车门高度，使用起来十分费力费时，在高峰期造成各种延误。
- 部分车站安装斜坡爬升至车门高度。列车需要将车门对准短站台。
- 马萨诸塞湾交通局采用世界流行的特低地台電車，并对车站站台进行略微升高。

## 历史
19世纪50年代开始，波士顿出现大量马拉有轨电车线路，组成波士顿第一种公共交通运输。1887年，州立法机关批准成立西端街道铁路公司，建造了一条线路，并很快并购了附近很多其他线路，组成一个私营客运系统。1889年，奥尔斯顿至公园广场线（服务范围与已废弃的绿线A支线相近）成为第一段升级为電氣化鐵路的线路。线路使用上一年在里士满展出的列车，搭载了法蘭克·J·史伯格的革命性的电气设备。:9–101897年，西端街道铁路被波士顿高架铁路公司租借，并最终合并至高架铁路公司。
19世纪90年代初，高峰期波士顿市中心街道上的有轨电车多到拥堵。于是在1897年，北美第一个客运地铁隧道，特里蒙特街地铁隧道开通，隧道设有博伊尔斯顿站、公园街站、斯科利广场站、亚当斯广场站和干草市场站。干线高架自1901年起从隧道穿过，:19–211908年后拥有了自己专用的隧道华盛顿街隧道。:27
尽管最初只是为了将有轨电车从街道上移除，但是由于隧道十分便捷，成为了类似地铁一样的服务。1912年竣工的科斯威街高架和莱希米尔高架将有轨电车服务延长至剑桥市的莱希米尔广场，1922年莱希米尔站建成。1914年，博伊尔斯顿街地铁隧道通车，将原有地铁隧道向西方向延伸至肯莫尔广场。1933年肯莫尔站开放。1941年，亨廷顿大道隧道完成，将波士顿市中心最后的地面车站也埋入地下。
20世纪30年代起，波士顿大量有轨电车开始逐步被公交车或电车所替代。截至50年代末，仅剩的有轨电车为水城线、联邦大道线、灯塔街线、安博维线和几条短途线路。1959年，波士顿至奥尔巴尼铁路公司的高地支线被改造成河滨线。1963年，亚当斯广场站被废弃拆除，波士顿政府中心下方的部分隧道重建。
1947年，如今已破产的波士顿高架铁路公司被大都会交通署（M.T.A.）替代，新的机构并不受欢迎，甚至还创作了一首流行的抗议歌曲。1964年，交通署由马萨诸塞湾交通局替代，并将资助范围扩张到波士顿郊区的通勤铁路线。1967年对系统重组时对车站名进行统一，线路也增加了标识颜色。仅存的有轨电车服务因为服务覆盖区域靠近绿宝石项链公园系统，更名为“绿线”。每条支线被从北向南分配了“A”到“E”字母。
水城线，也就是当时的A支线，从联邦大道分开后与普通机动车混行。1969年被公交车替代后永久停运。E支线希思街站至安博维站段被暂时关闭，并且与1985年永久被公交车替代。2001年，新的特低地台电车投入使用，马萨诸塞湾交通局随机开始对地下车站和地表的主要车站进行改造，使其符合无障碍环境要求。2004年，科斯威街高架拆除，并被波士顿花园下新建的隧道替代。TD花园下方设置停靠地铁橙线和轻轨绿线的波士顿北站超级车站，地铁与通勤铁路可以方便换乘。

## 规划

### 萨默维尔及梅德福延长线（绿线延长线）

绿延长线规划图

为解决保护法基金会关于大开掘工程减排措施不足的诉讼，马萨诸塞州政府同意将绿线从其北部终点站莱希米尔站继续向北延长至萨默维尔和梅德福市。由于这两个地区人口密度大，有大量通勤需求，但是长期以来马萨诸塞湾交通局对其覆盖面不够，因此新规划的绿线通往这两个城市。延长线将在洛厄尔线、菲奇堡线和美鐵缅因州东部沿海地区号列车途径路线的轨道基础上建设，预计每日客流量为52000人。
绿线延长线规划了两条分支，在莱希米尔站北部分叉。D支线终点站延伸至梅德福。 列车经过莱希米尔站后，沿着与洛厄尔线平行的铁轨行驶，经过东萨莫维尔站、吉尔曼广场站、马贡广场站和鲍尔广场站，到达位于梅德福塔夫茨大學旁的梅德福／塔夫茨站。早期规划中包含16号公路站和梅德福西站，但由于资金问题，这两站暂时搁置。在资金允许的情况下绿线将一直延伸至16号公路站。
波士顿轻轨绿线E支线终点站延伸至联合广场站 (波士顿地铁)，沿着与菲奇堡线平行的铁轨行驶，到达萨莫维尔的联合广场。
2010年马萨诸塞州交通部（MassDOT）宣布绿线延长线预计于2015年10月开通，2011年8月，交通部对工程进展进行更新，宣布延长线预计最早于2018年秋季，第三或第四季度开通，部分车站2019年才会开通。交通部声明工程延误主要是征地困难引起的，间接印证了财政预算问题。由于工程延期，需要采取临时空气改进措施。2014年9月，工程竣工日期被推迟至2020年。
2012年6月11日，联邦运输管理局批准延长线工程，项目进入早期工程设计阶段。马萨诸塞州交通部因此得到了5.57亿美元的财政补贴。
2012年12月11日，马萨诸塞湾交通局在梅德福街铁路桥举行破土仪式。2013年1月31日，正式施工许可被颁发给施工方。

#### 修订后的绿线延长线计划
2016年5月9日，绿线延长线项目管理团队向马萨诸塞州交通部和马萨诸塞湾交通局财务与管理控制董事会提交报告，概述重新设计的项目。随后项目被通过，支持绿线延长线项目发送至联邦交通管理局审查。
为将造价控制在预算内，工程部分内容被简化或废弃。新车站将为开放式车站，并安装有遮雨棚。车辆维护设施减少一半，想要重建的三座铁路桥被保留下来。社区道路将在萨莫维尔的华盛顿街终止，骑自行车的乘客需要使用城市街道。
2017年4月4日，联邦交通管理局批准了23亿元的设计规划，2018年6月25日举行了第四次破土奠基仪式。修订后的绿线延长线计划与2021年12月竣工。

### 无障碍环境改进

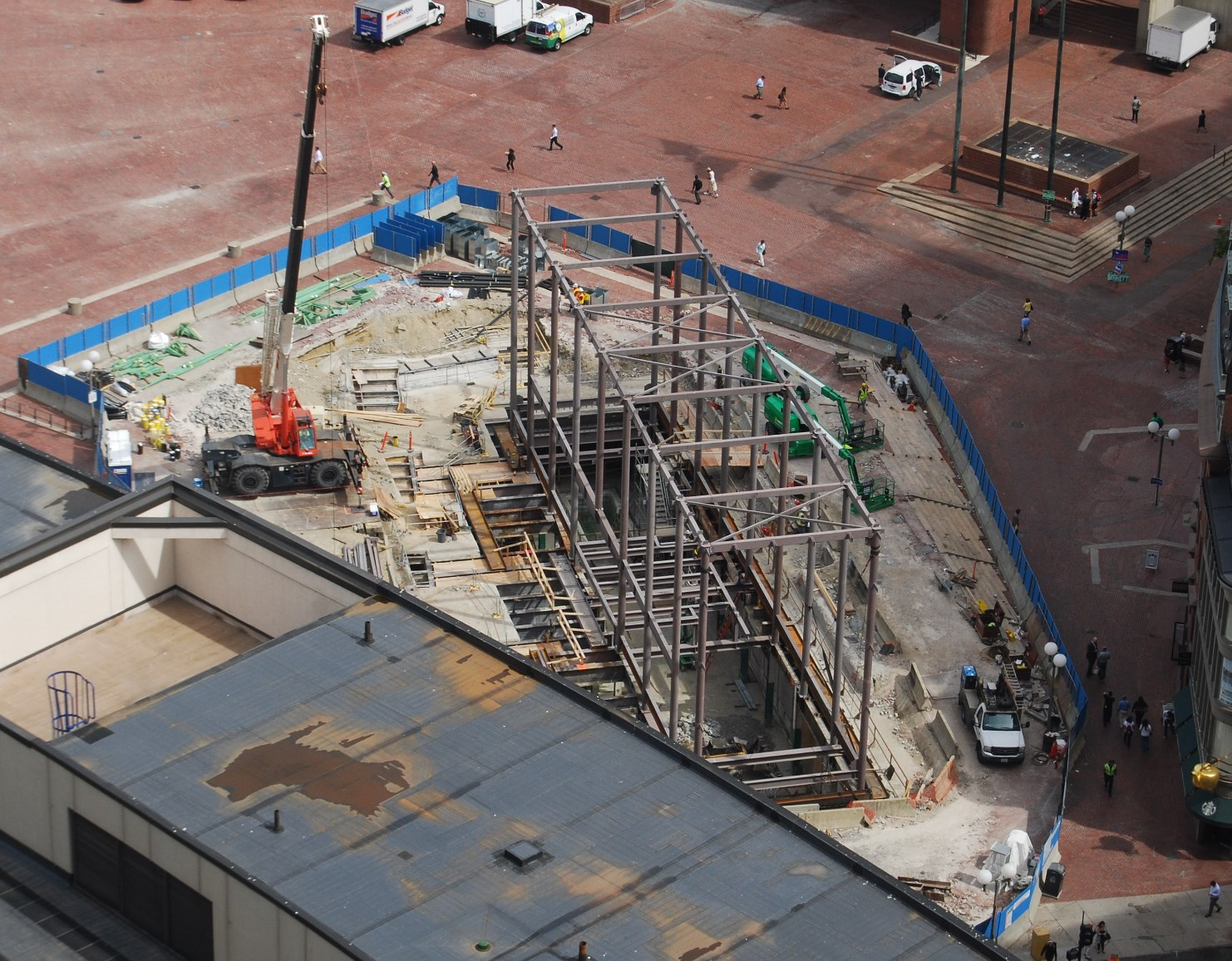
2014年9月，政府中心站重建中。

绿线所有支线都于1959年之前设立，远比1990年美国残疾人法案早。残疾人法案要求所有新建建筑需要满足完全無障礙環境。马萨诸塞湾交通局在20世纪80年代末开始逐渐对红线、橙线和蓝线车站进行改造，而绿线的改造工程从90年代末8型轻轨列车开始生产后才开始进行。1996年，交通局开始施行轻轨无障碍改造项目。:30由于同时改造数量众多的轻轨车站耗资过大，马萨诸塞湾交通局对使用率高的车站及有大量公交换乘的车站进行优先改造。
河滨站在1998年前后重建，新增升高站台。波士顿北站和公园街站由于之前就安装了升降梯和其他车站一起，只临时增加了轮椅抬升装置。2001年至2003年间，共有16座地面车站被改造，其中B、C、E支线上的13座车站共花费3200万美元。2003年，公园街站和干草市场站的升高站台完工。普天寿站站台也由开发商在同年完成升级。完全无障碍超级车站波士顿北站于2004年竣工开业。
绿线的干线地铁站中，阿灵顿站的翻新改造于2009年竣工，肯莫尔站与科普利站的翻新工程于2010年竣工，科学公园站于2011年竣工。政府中心站在关闭施工两年后，于2016年重新开放。海因斯会议中心站和交响大厅站的翻新工程已在规划中，博伊尔斯顿站目前仍未有具体翻新计划。2021年开放的绿线延长线工程将增加6座新车站，赖希米尔站将重建成无障碍架高车站。
支线方面，伍德兰站于2006年完成改造，长木站站于2009年升级完毕，同年波士顿学院站和布鲁克莱恩村站的轮椅升降被替换。牛顿高地站的临时工程于2019年竣工，车站弓箭预计于2020年完工。布鲁克莱恩山站的升级施工预计于2021年完工。2020年同样将要对B支线上波士顿大学以西的四座非无障碍车站进行合并，以两座无障碍车站替代。

### 列车位置追踪

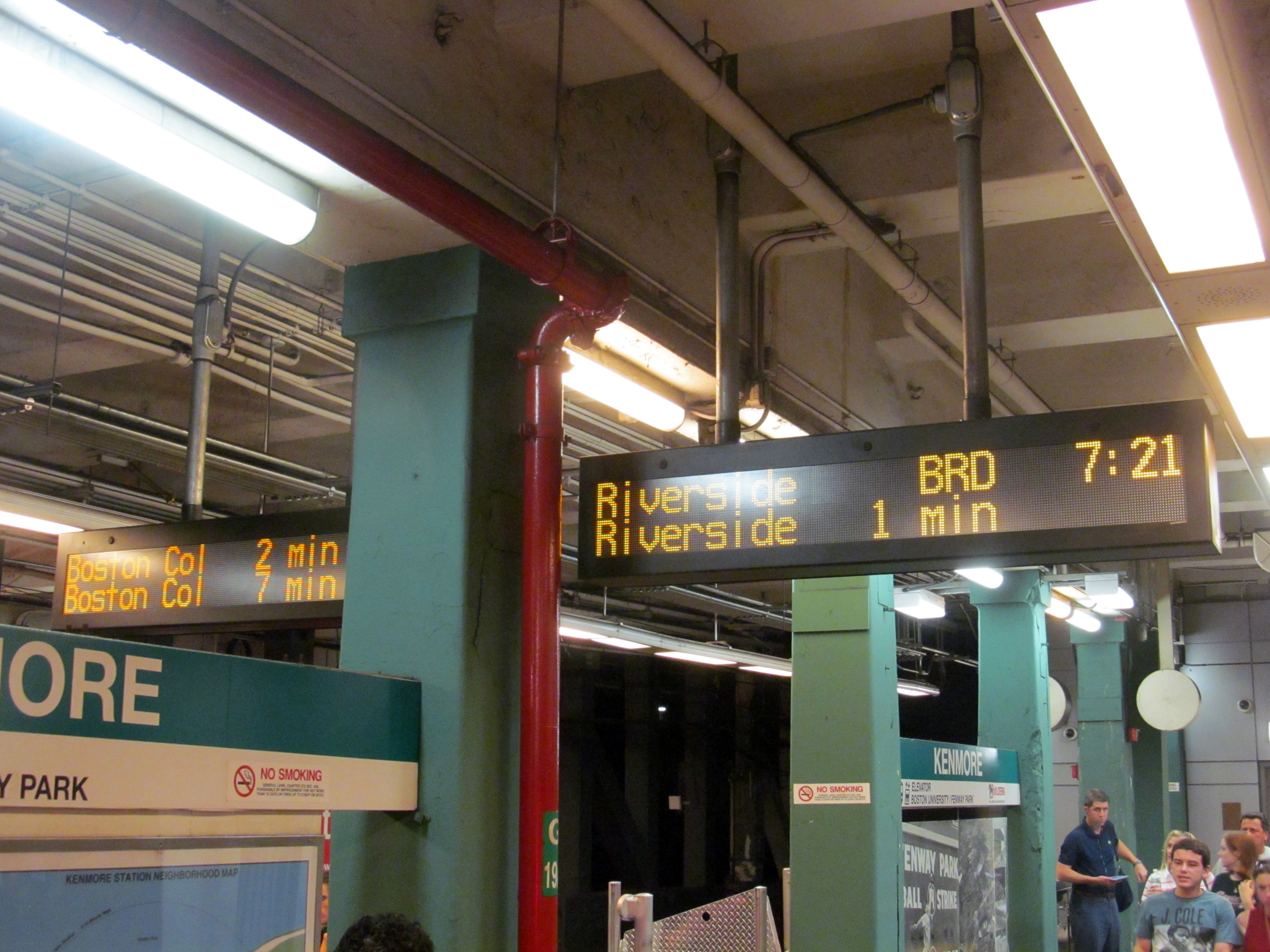
2015年8月，肯莫尔站的下班列车预报

波士顿地铁红线、橙线和蓝线均有区段信号系统，因此对列车的位置追踪相对容易。2012年末至2013年初，这些线路上大多数车站便已安装实时显示列车进站时间的计时器，乘客从2010年便可通过手机应用知道进站时间。然而绿线大部分区段使用轨道信号灯系统，D支线甚至不能提供任何追踪，在道路中央隔离带行驶的更不能提供跟踪时间。2013年1月，马萨诸塞湾交通局计划在2015年前完成绿线列车追踪升级，使乘客可以通过站内播报或智能手机应用得到准确时间。马萨诸塞州交通部为此拨款1340万美元，利用现有自动车辆识别（AVI）系统、隧道中的传感器和车载GPS追踪列车位置。
2013年9月，马萨诸塞湾交通局宣布下班列车预计到达时间通知将于当月在肯莫尔站实装。2014年10月23日，绿线可跟踪地面部分轨道数据，包括D支线在内的所有地面车站均可预计到站时间，地下段轨道数据预计2015年初完成。2015年3月，马萨诸塞湾交通局宣布隧道中已安装了足够多的自动车辆识别系统，下个月可以开始测试数据采集。同年8月，大多数隧道内车辆数据可以监测，9月份，最后两座车站公园街站和博伊尔斯顿站附近数据也能检测。
最先安装进站倒计时显示屏的车站是D支线的牛顿中心站和牛顿高地站。2015年4月24日，车站的预报计时器投入使用，随后D支线全线所有车站的显示屏投入使用。肯莫尔站和海因斯会议中心站的进站倒计时显示屏于2015年8月投入使用。10月，科普利站、阿灵顿站和博伊尔斯顿站至公园街站方向的显示屏安装完成。最后一组显示屏于2016年1月安装完成，至此所有车站均安装了进站倒计时显示屏。由于隧道内急转弯和临时交通管制会使计时不准确，部分车站仅显示下一辆车离该车站还有多少站。

## 车站列表
轻轨绿线共有70座车站，下表中仅罗列中央地铁隧道段莱希米尔站至肯莫尔站之间的车站。这些车站均为多条支线共用的车站。各支线独自使用的车站，详见B支线车站列表、C支线车站列表、D支线车站列表及E支线车站列表。
| 所在地       | 中文站名       | 英文站名 | 线路       | 启用日期       | 转乘及备注 |
| ------------ | -------------- | -------- | ---------- | -------------- | --- |
| 东剑桥       | 莱希米尔       |          | D、E       | 2022年3月21日  | 莱希米尔高架于1922年开通，通向位于地表的车站。地面车站于2020年5月23日关闭。 可换乘公交：69、80、87、88路                                 |
| 西端         | 科学公园       |          | D、E       | 1955年8月20日  | 查理斯河大坝桥、科学博物馆 |
| 北端         | 波士顿北站     |          | D、E       | 2004年6月28日  | TD花园球场 波士顿地铁： 橙线 波士顿通勤铁路： 菲奇堡线 、 洛厄尔线 、 黑弗里尔线 、 纽伯里波特/罗克波特线 美鐵：缅因州东部沿海地区号列车 |
| 北端         | 干草市场       |          | D、E       | 1898年9月3日   | 波士顿地铁： 橙线 公交：4、92、93、111、354、426、428、450                                                                               |
| 波士顿市中心 | 政府中心       |          | B, C, D, E | 1898年9月3日   | 波士顿地铁： 蓝线 公交：354 |
| 波士顿市中心 | 公园街         |          | B, C, D, E | 1897年9月1日   | 波士顿地铁： 红线 · 通过东街走廊到达市中心十字站： · 波士顿地铁： 橙线 、 红线 · 波士顿快捷公交： 银线 公交：7、11、43、501、504、505    |
| 波士顿市中心 | 博伊尔斯顿     |          | B, C, D, E | 1897年9月1日   | 波士顿快捷公交： 银线 公交： 43 |
| 后湾         | 阿灵顿         |          | B, C, D, E | 1921年11月13日 | 波士顿公共花园 |
| 后湾         | 科普利         |          | B, C, D, E | 1914年10月3日  | 博伊尔斯顿街，科普利广场 |
| 后湾         | 海因斯会议中心 |          | B, C, D    | 1914年10月3日  | 马萨诸塞大道和纽伯里街，海因斯会议中心                                                                                                   |
| 芬威-肯莫尔  | 肯莫尔         |          | B, C, D    | 1932年10月23日 | 旁边的兰斯当站： 波士顿通勤铁路： 弗雷明汉/伍斯特线                                                                                      |

## 事故
2004年8月23日，一辆8型日立軌道義大利特低地台電車在绿线东北大学站脱轨，对靠近人行横道的出城方向站台造成巨大刮痕。

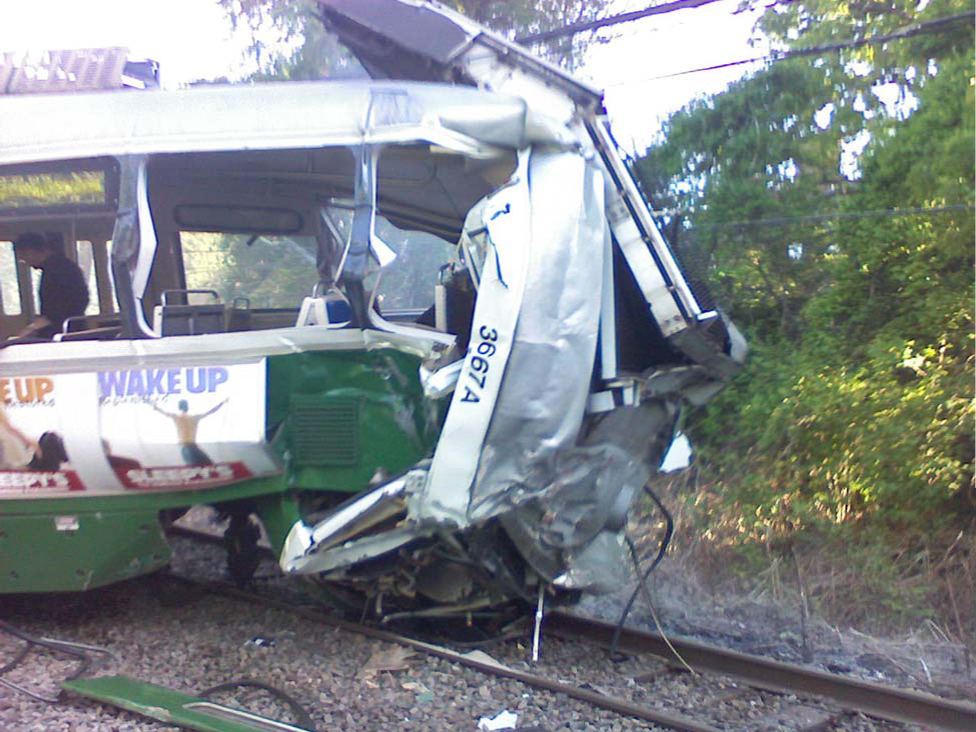
7型列车在2008年5月的事故中被损毁

2008年5月28日，两辆D支线列车在牛顿市相撞。事故导致一辆列车的驾驶员死亡，数名乘客受到不同程度的伤害并被送往医院救治。事故最初认为是驾驶员使用手机导致，后来经官方调查后认定驾驶员微睡眠引起的睡眠呼吸暂停所致。
2009年5月8日，两辆列车在公园街站和政府中心站之间碰撞，24岁的驾驶员艾登·奎因（Aiden Quinn）事发时正与女朋友发短信，因此错过了隧道中的红灯，导致46人受伤。马萨诸塞湾交通局预计该事故造成约960万元损失。随后马萨诸塞湾交通局颁布条例，严格禁止驾驶员驾驶途中使用手机。
2012年10月8日，两辆E支线列车在亨廷顿大道靠近布里格姆环岛站处相撞，其中一辆车脱轨于对向列车碰撞，造成乘客和驾驶员受伤。11月29日，两辆列车在博伊尔斯顿站低俗碰撞，造成数十名乘客受伤。
2014年3月10日，一辆载有乘客的D支线列车在肯莫尔站西侧隧道内脱轨，后方列车需要急刹车避免碰撞， 造成10人受伤。
2014年12月9日，早高峰时间，一辆7型列车撞在博伊尔斯顿站和公园街站之间的一个柱子上，列车玻璃撞碎并且车门脱落，所幸列车上无人伤亡。
2016年10月，《波士頓環球報》报道波士顿轻轨绿线在2015年中是美国脱轨和事故数量最多的线路。由于对轨道和车辆的维护不够，导致事故率逐年上升。